# Cicadellidae
Le cicaline sensu stricto (Cicadellidae Latreille, 1802) sono una famiglia cosmopolita di insetti appartenente all'ordine dei Rincoti Omotteri, superfamiglia dei Membracoidea. Rappresentano la famiglia più numerosa nella sezione degli Auchenorrhyncha ed una delle più ricche nell'ambito della stessa classe degli Insetti. Le cicaline sono anche la famiglia più importante, fra gli Auchenorrhyncha, dal punto di vista agrario: nonostante il numero esiguo, rispetto al numero complessivo di specie, è accertata l'esistenza di oltre un centinaio di specie altamente dannose nei confronti di molte colture.
Inoltre, possono essere chiamate anche grilli-cicale

## Descrizione
Gli adulti dei Cicadellidi hanno un corpo esile, di piccole dimensioni, lungo da 2 a 20 mm, ma in genere non più lunghe di 1-1,5 cm. La forma è stretta e allungata; le sono livree spesso caratterizzate da colorazioni e disegni vivaci, ma di scarsa evidenza perché mimetizzano facilmente l'insetto.
Il capo è corto, largo quanto o più del torace, metagnato, con fronte marcatamente convessa, talvolta anche pronunciata. Sono presenti due ocelli sul vertice e grandi occhi composti ai lati, ben visibili dal dorso. Le antenne sono brevi e filiformi, si inseriscono davanti agli occhi, fra questi e la regione frontale.
Il pronoto è ampio ma senza gli sviluppi abnormi tipici della generalità dei Membracidi. Lo scutello è piccolo ma ben visibile, di forma triangolare, incassato fra il pronoto e le ali.
Le ali anteriori sono differenziate in tegmine, con superficie interamente e leggermente sclerificata. Una sutura longitudinale, decorrente dalla base al margine anale, suddivide l'ala in due regioni, una remigante, detta corio, una anale, disposta più internamente, detta clavo. In posizione di riposo si ripiegano a tetto, contrapponendo simmetricamente i due clavi, in parte separati dallo scutello e in parte dalla linea di commissura mediana. Dal vertice del clavo parte una nervatura submarginale nella quale confluiscono le principali nervature della regione remigante (Cubito, Media, Radio) e al cui esterno si estende una stretta espansione detta appendice. Le tegmine sono generalmente più lunghe dell'addome nei maschi, mentre nelle femmine possono lasciare scoperta la parte terminale.

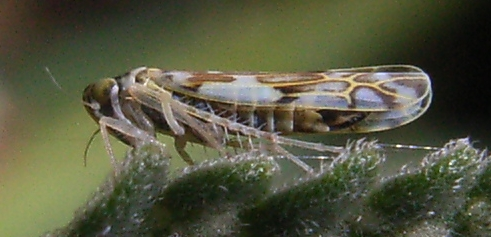
Eupteryx florida

Le zampe posteriori sono di tipo saltatorio e presentano alcuni importanti caratteri differenziali: le coxe sono appiattite, allungate e disposte trasversalmente come in tutti i Membracoidea; le
tibie sono carenate longitudinalmente, con una sezione quadrangolare, percorse sulla faccia esterna da una vistosa serie di spine mobili. La carenatura delle tibie e la conformazione delle coxe permette di distinguere i Cicadellidi dai Cercopoidei, la fila di vistose setole spiniformi delle tibie permette la distinzione dalla maggior parte dei Membracoidei.
L'addome delle femmine è fornito di un ovopositore capace di incidere tessuti vegetali per lasciarvi le uova. Sono presenti gli organi sonori tipici dei Cicadomorfi ma, a differenza delle cicale, non emettono suoni udibili.

## Chiavi di identificazione

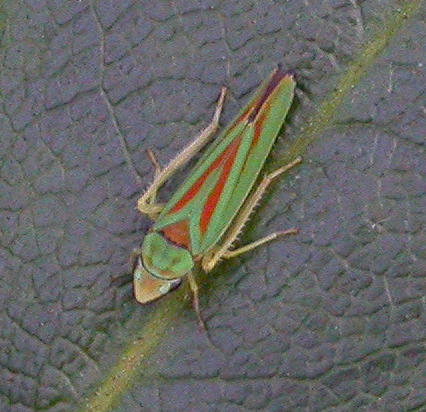
Graphocephala fennahi

Morfologicamente i Cicadellidi presentano affinità con i Cercopoidei, i Fulgoroidei e, naturalmente, con le altre famiglie dei Membracoidei. Alcuni caratteri differenziali permettono di distinguerli immediatamente dagli insetti delle prime due superfamiglie:
- dai Fulgoroidei si distinguono per la conformazione delle antenne e delle coxe anteriori e per l'assenza delle tegule: i Fulgoroidei hanno infatti i due antennomeri basali vistosamente ingrossati, coxe anteriori marcatamente allungate e sono provvisti di tegule;
- dai Cercopoidei si distinguono sostanzialmente per la conformazione delle coxe posteriori e delle tibie posteriori: i Cercopoidei hanno infatti coxe brevi e di forma conica, tibie relativamente brevi, a sezione circolare o, comunque, non carenate, provviste di uno o due denti laterali e terminanti con un'espansione ornata da una o due file di denti.

Più marcate sono le differenze rispetto ai Cicadoidei, dai quali si distinguono immediatamente per possedere due ocelli invece di tre.

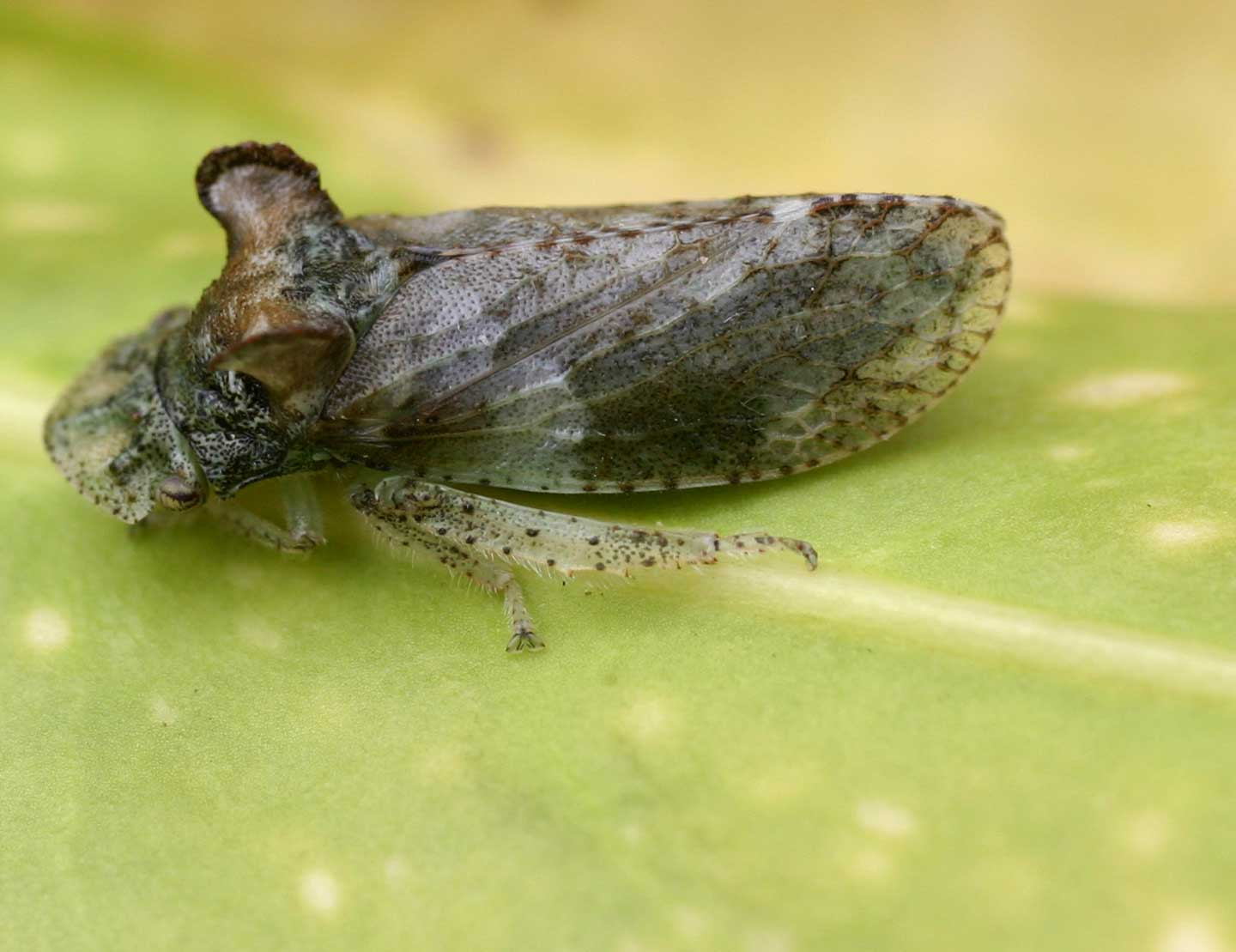
Ledra aurita

Più complessa è la differenziazione morfologica rispetto agli altri Membracoidei, al punto che differenti criteri morfologici possono alterare sostanzialmente la classificazione all'interno della superfamiglia. Le chiavi di identificazione indicate da DIETRICH (2005) sono le seguenti:
- Dalla nuova famiglia dei Myerslopiidae, comprendente comunque specie dislocate in Cile e Nuova Zelanda, si distinguono fondamentalmente per la morfologia alare: nei Myerslopiidae le ali anteriori sono trasformate in elitre, con evidente funzione protettiva, e quelle posteriori sono rudimentali, mentre nei Cicadellidi sono variamente conformate.
- Dai Membracidae, dagli Aetalionidae e dai Melizoderidae si distinguono immediatamente per la conformazione degli ornamenti delle tibie posteriori: mentre nelle tibie dei Cicadellidi è presente una fila di setole spiniformi ben sviluppate, nelle altre famiglie questi ornamenti sono assenti o appena accennati. Le mesopleure dei Cicadellidi, inoltre, presentano l'episterno suddiviso da una sutura in due scleriti, detti katepisterno (o mesoepisterno ventrale) e anepisterno (o mesoepisterno dorsale).

Tuttavia, da un punto di vista pratico, considerando che le famiglie più numerose sono quelle dei Cicadellidi e dei Membracidi, la distinzione fra queste due è immediata sulla base di un carattere marcatamente evidente: nei Cicadellidi il pronoto ha uno sviluppo relativamente ridotto ed è sempre visibile lo scutello; nella maggior parte dei Membracidi, invece, il pronoto si espande posteriormente ricoprendo lo scutello e parte delle tegmine e, in genere, presenta vistosi e bizzarri processi dorsali, tali da renderli pressoché unici nella loro forma.

## Biologia

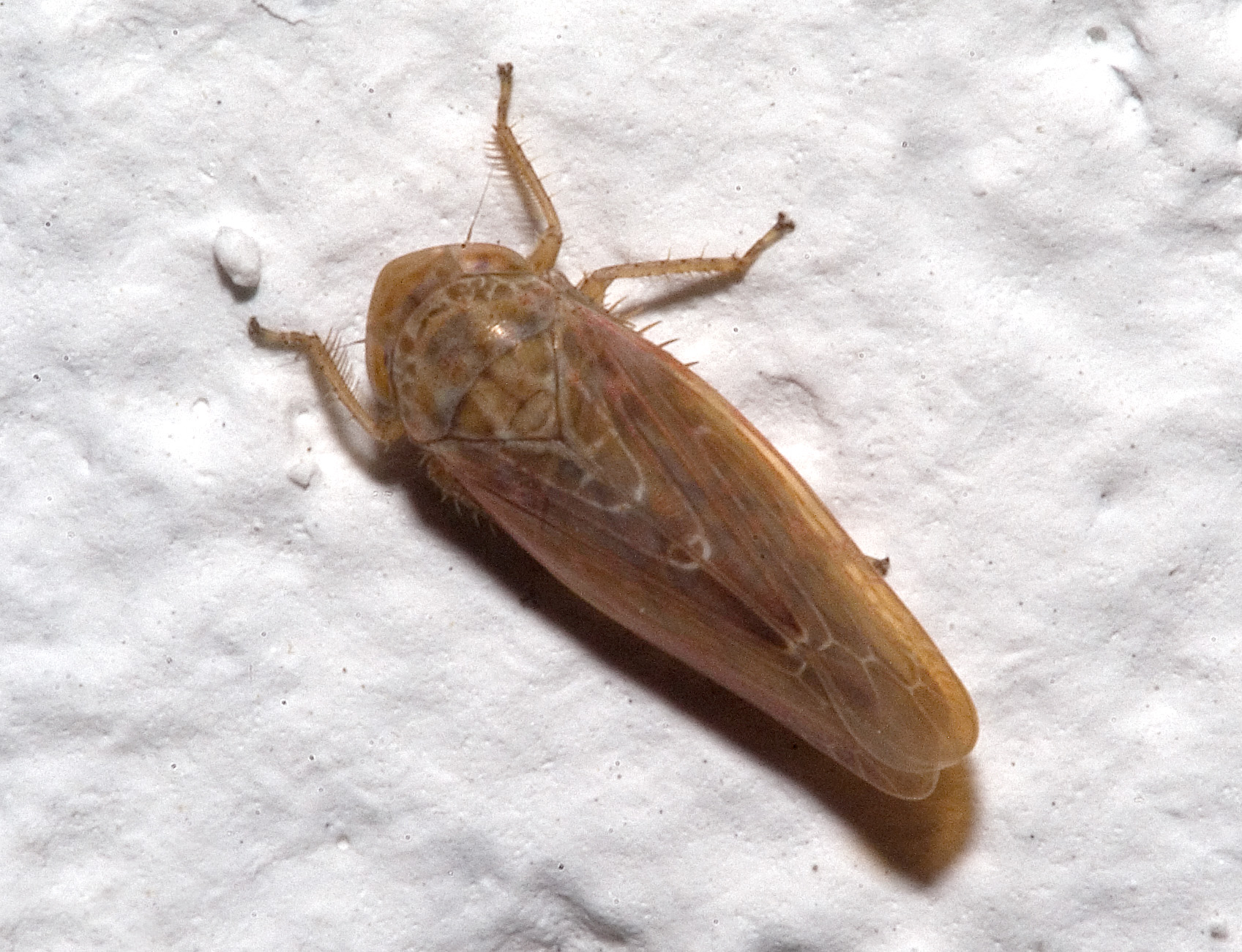
Speudotettix subfusculus

Le cicaline possono svolgere, secondo la specie o la sottofamiglia, una o più generazioni l'anno. Nelle regioni temperate svernano per lo più allo stadio di uovo, mentre le Typhlocybinae svernano in genere allo stadio di adulto riparati nelle screpolature delle cortecce. Le uova sono deposte nei tessuti vegetali, all'interno di incisioni praticate con l'ovopositore, in varie parti: negli steli, nelle nervature fogliari, nel parenchima fogliare. Lo sviluppo postembrionale si svolge con 5 mute, passando attraverso due stadi di neanide e tre di ninfa.
Sono attaccate prevalentemente le piante erbacee, ma sono frequenti anche le specie associate prevalentemente a piante legnose, in particolare fra le Typhlocybinae fra le quali sono tristemente famose quelle associate alla vite. Il numero di specie vegetali attaccate è in ogni modo molto ampio e non esiste pianta dominante di un qualsiasi ecosistema che non sia attaccata da almeno una cicalina. Molte cicaline sono tendenzialmente polifaghe, ma sono frequenti anche specie che hanno relazioni più strette, sotto l'aspetto sistematico, con i loro ospiti.

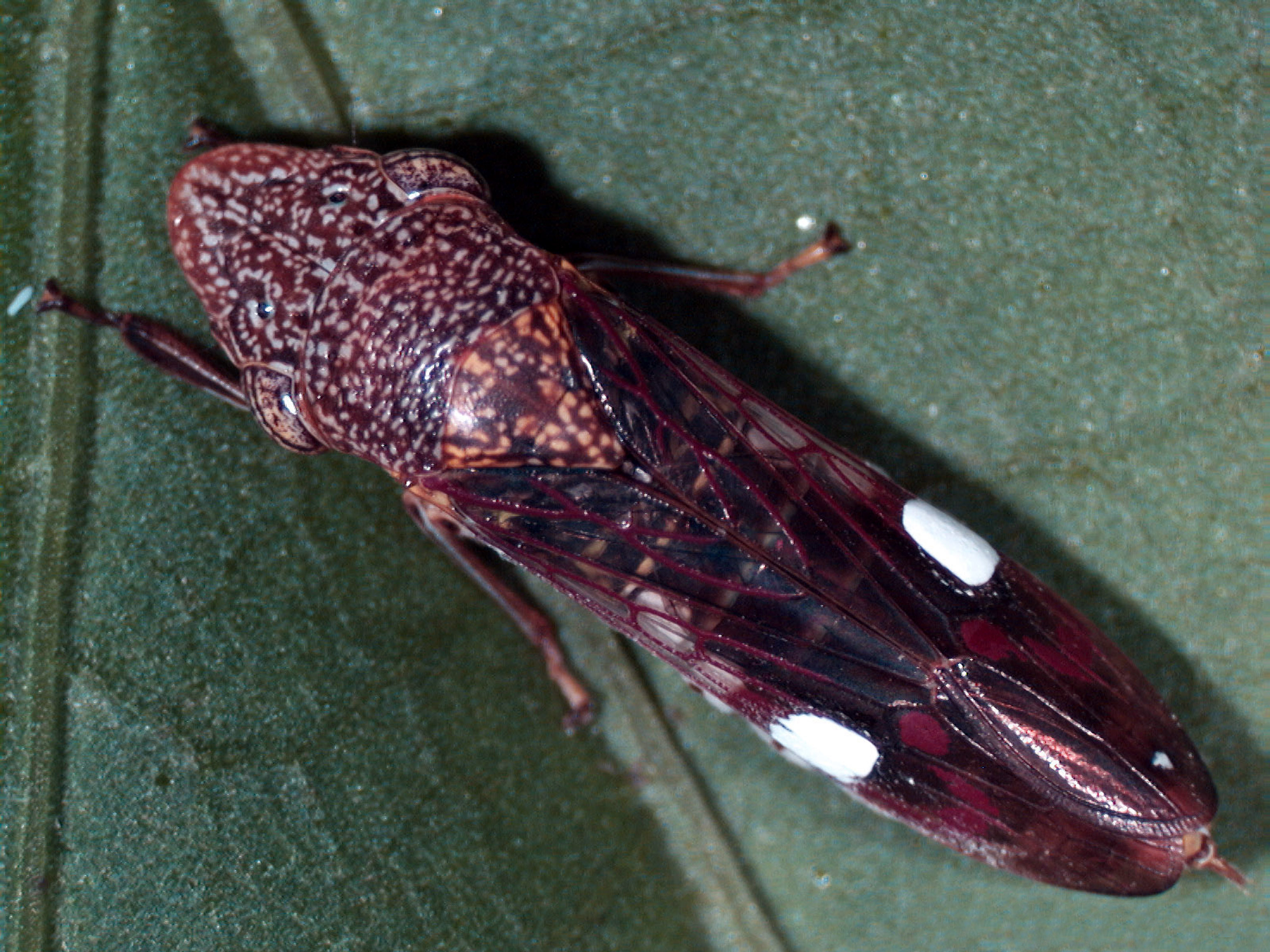
Homalodisca vitripennis

La nutrizione si svolge, secondo il raggruppamento sistematico, in tre differenti modi:
1. Cicaline a nutrizione xilematica. Questo tipo di nutrizione, condiviso con i Cercopoidea, si riscontra nelle Cicadellinae della tribù dei Proconiini, consiste nella suzione della linfa ascendente dai vasi xilematici. Rappresenta un caso poco frequente fra i Rincoti, che in generale si nutrono a spese di succhi cellulari, prelevati dai tessuti parenchimatici, o a spese della linfa elaborata, prelevata dal floema. Questo aspetto è di particolare importanza pratica, perché questi insetti sono vettori di virus che attuano l'infezione attraverso la traslocazione xilematica.
2. Cicaline a nutrizione floematica. Questo tipo di nutrizione, frequente in molti rincoti e, in particolare, fra gli afidi, consiste nella suzione della linfa discendente dai vasi cribrosi. In questo caso le cicaline sono vettori di altri virus e fitoplasmi che attuano un'infezione per traslocazione floematica.
3. Cicaline a nutrizione parenchimatica. Si tratta delle cicaline meno dannose in quanto si nutrono pungendo i tessuti parenchimatici causando danni circoscritti, tollerati dalla pianta, o di tipo estetico.

## Etologia

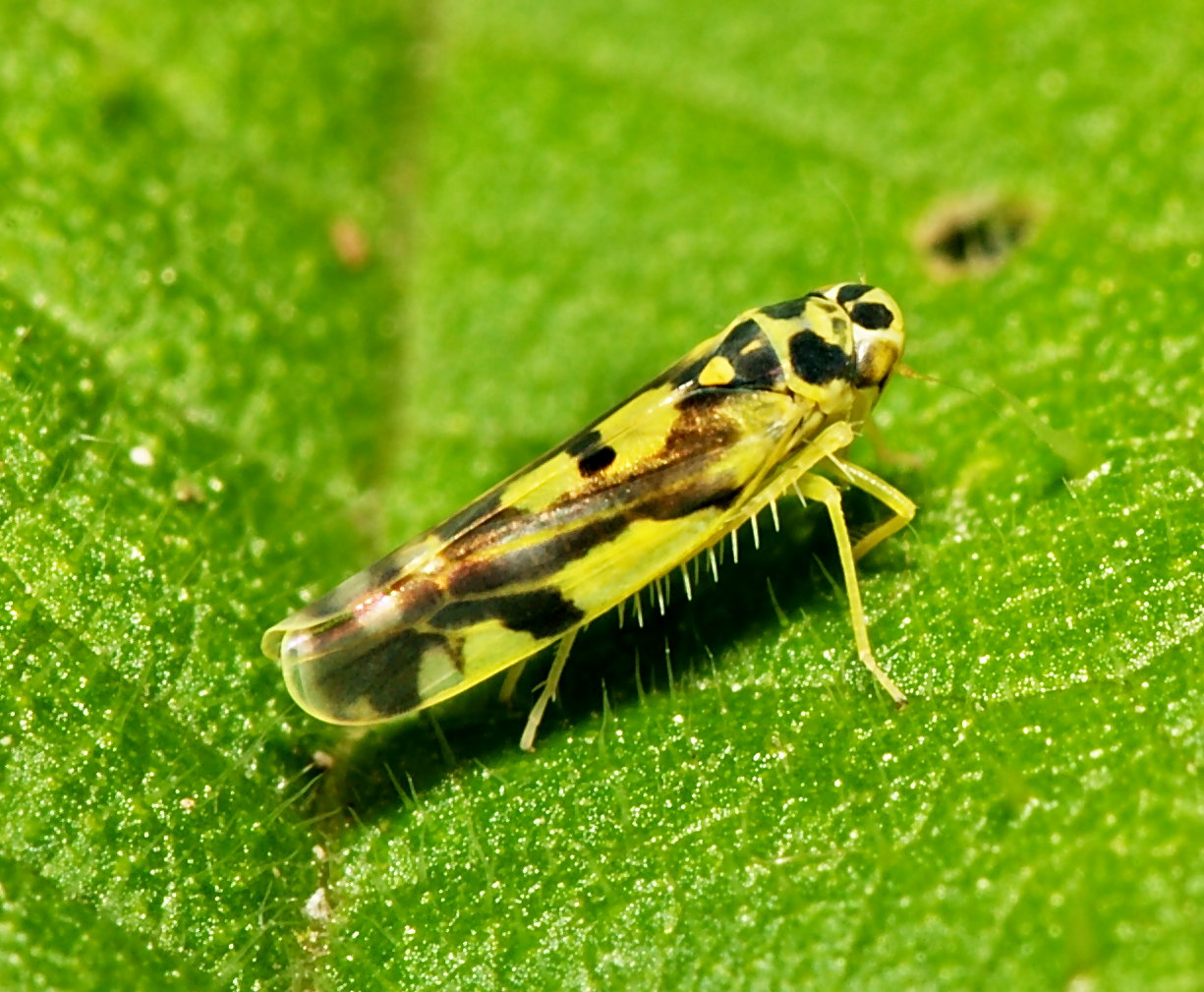
Eupteryx aurata

Pur essendo piuttosto comuni, le cicaline non si individuano con facilità, sia per le loro piccole dimensioni e per il mimetismo, sia perché rifuggono dalla luce e posizionandosi prevalentemente sulla pagina inferiore delle foglie. Possono tuttavia essere catturati di notte attirandoli con trappole luminose, in quanto gli adulti sono attratti dalla luce artificiale. Una caratteristica curiosa di questi insetti è quella di camminare velocemente spostandosi di fianco quando vengono disturbati.
I maschi di molte specie comunicano per mezzo degli organi sonori addominali, assimilabili a quelli delle più note cicale, ma i suoni emessi non sono uditi dall'orecchio umano e possono essere rilevati solo con specifiche apparecchiature.

## Relazioni tra cicaline e virus

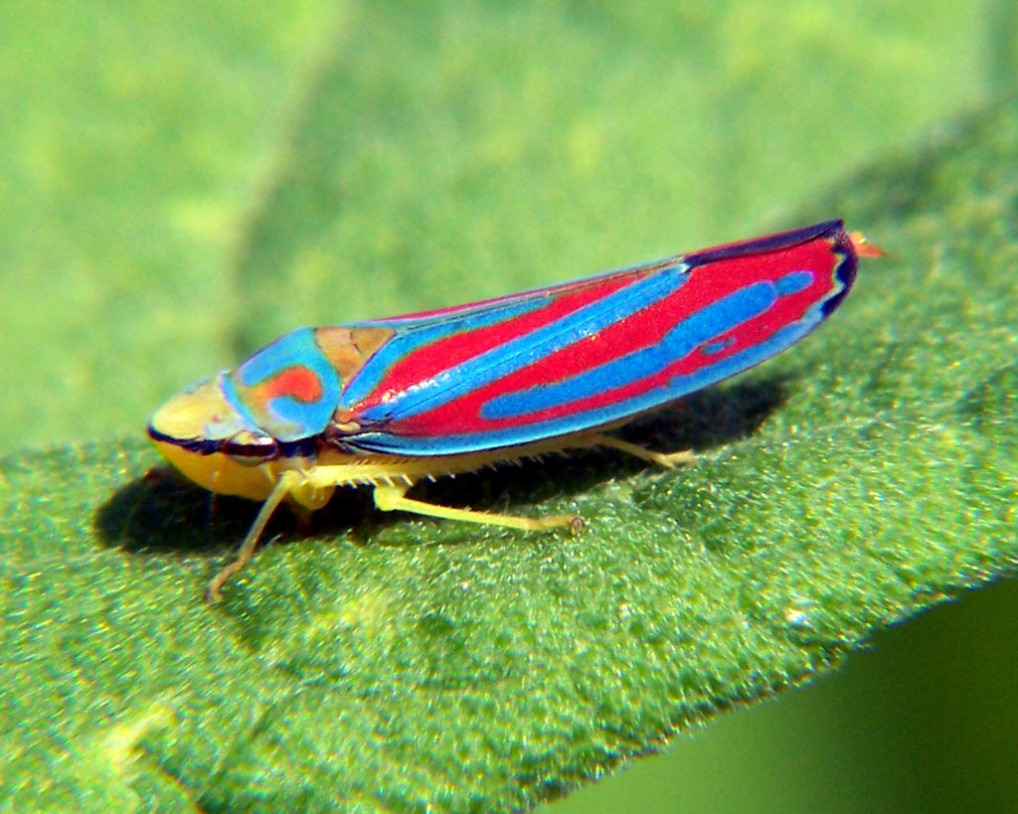
Graphocephala coccinea

I virus patogeni trasmessi dai Cicadellidi rientrano nelle categorie di tipo circolativo e propagativo, con relazioni che ne incrementano la pericolosità.
Sono circolativi i virus che, assunti dal floema di piante infette, entrano nella circolazione sanguigna dell'insetto e giungono alle ghiandole salivari, perciò vengono iniettati con la saliva. Questa modalità di trasmissione si contrappone al tipo stylet-borne, frequente fra gli afidi, nei quali la trasmissione avviene "per contatto" degli stiletti boccali con cellule infette. A differenza degli altri meccanismi, l'infettività di tipo stylet-borne è temporanea perché l'insetto perde il virus cambiando la cuticola in occasione della muta. La trasmissione circolativa ha l'effetto di favorire l'estensione della virosi fuori dai focolai di infezione ed è frequente sia fra gli afidi sia fra i Cicadellidi.
Sono propagativi i virus assunti dal floema di piante infette e che, oltre a comportarsi come i circolativi, si moltiplicano all'interno dell'insetto e passano anche negli ovari e vengono trasmessi alla discendenza anche per 20 generazioni, persistendo per diversi anni. È evidente, in questo caso, la potenzialità che ha questa relazione di espandere notevolmente l'infezione dai focolai.

## Danni

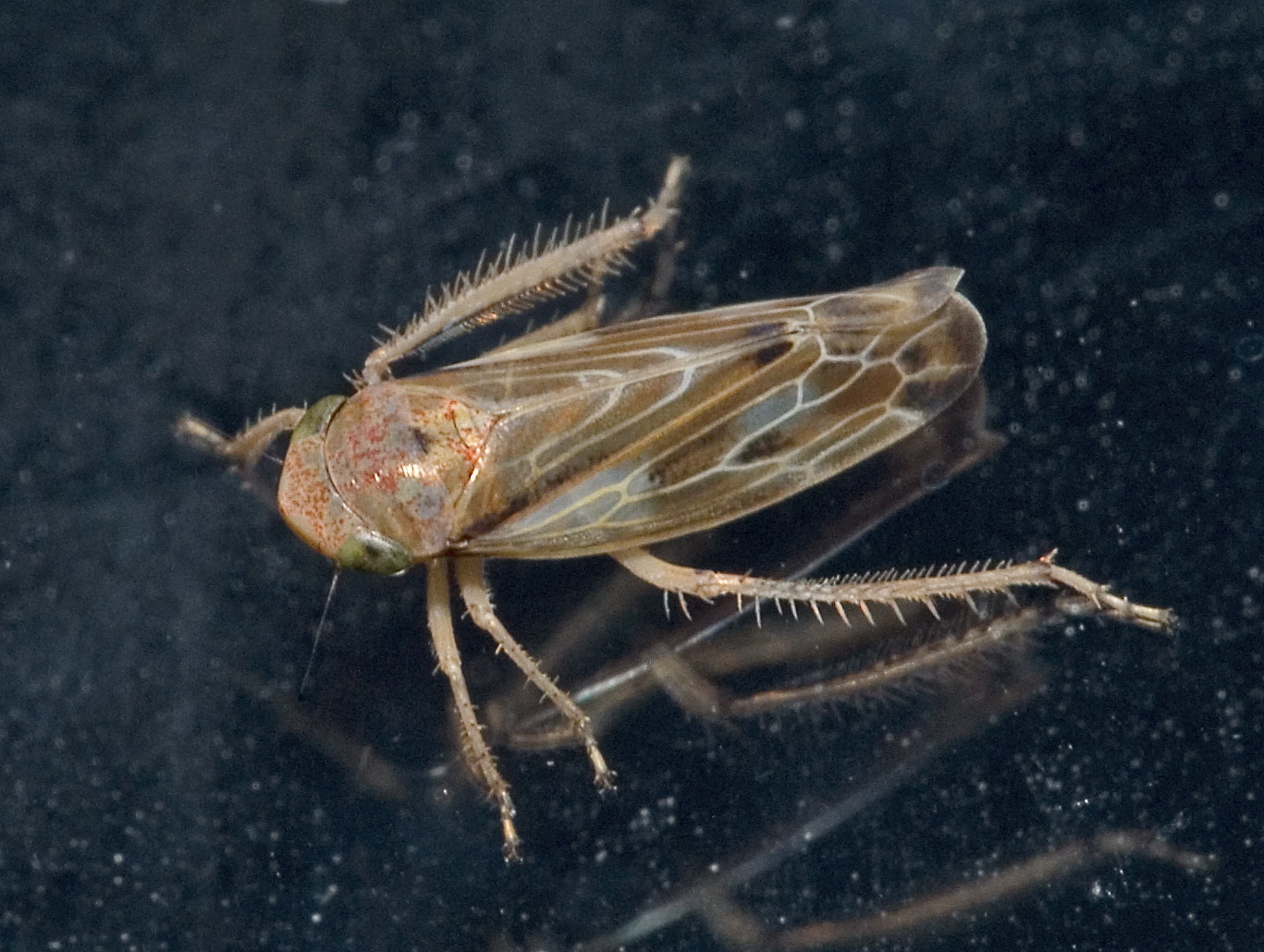
Colobotettix morbillosus

L'ampia letteratura in proposito con frequenti riferimenti a relazioni con le piante coltivate e conseguenti danni, fanno dei Cicadellidi gli Auchenorrinchi di maggior interesse agrario. Pur non eguagliando le dinamiche di popolazione tipiche di molti Sternorrinchi, i Cicadellidi di interesse agrario sono insetti temibili sia per l'eventuale intensificazione degli attacchi sia per i rischi annessi alla trasmissione di virus e micoplasmi fitopatogeni. Per questo motivo le cicaline sono largamente citate nei bollettini fitosanitari e, in generale, in tutte le linee guida in materia di difesa fitosanitaria relativa alle principali colture. Gli stessi formulati commerciali dei fitofarmaci riportano esplicitamente indicazioni relative alle cicaline, unitamente ai principali raggruppamenti di Rincoti altrettanto dannosi (psille, afidi, cocciniglie e cimici).
I danni causati, sia nella loro entità sia nell'eziologia e la sintomatologia, cambiano in funzione dell'etologia dell'insetto, dell'ospite e degli organi attaccati. In generale si riconducono a tre tipi:
- Danni diretti causati dall'attività di ovideposizione.
- Danni diretti causati dall'attività di nutrizione.
- Danni indiretti causati dalla trasmissione di fitopatogeni.

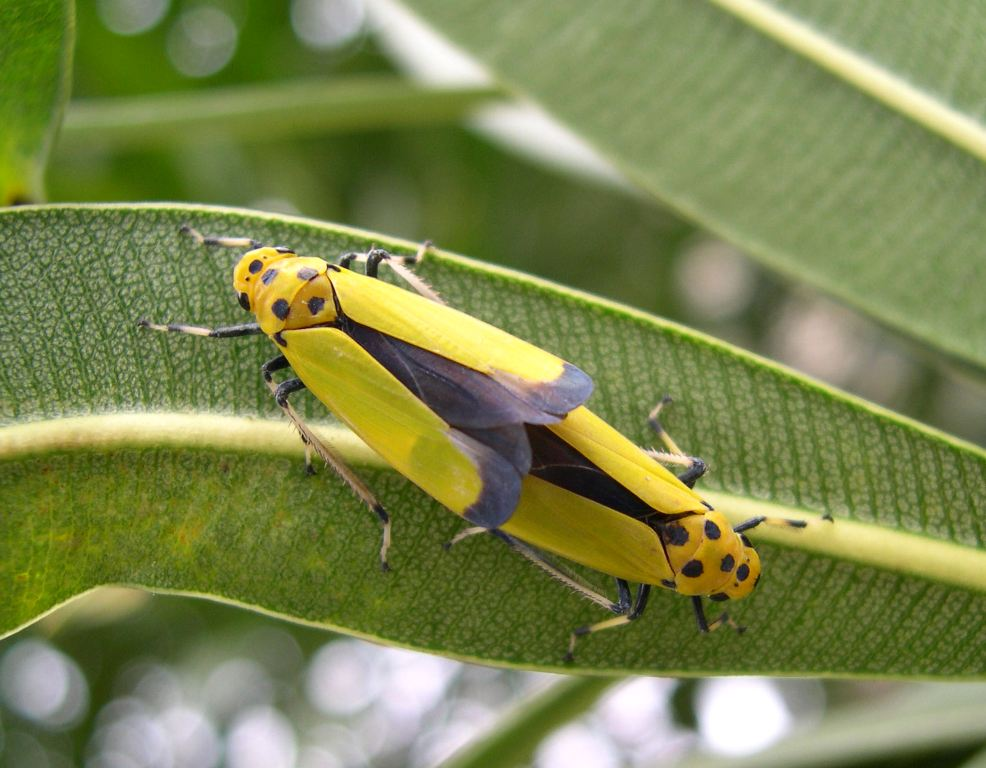
Bothrogonia ferruginea

L'entità dei danni causati dalle ovideposizioni è limitata, anche se citata in bibliografia. Infatti il grado di dispersione di questi insetti nell'ambiente fa sì che questo tipo di danno si diluisca senza raggiungere proporzioni degne di nota. La gravità dei danni è per lo più correlata a fattori contestuali, come ad esempio infestazioni di una certa entità nei vivai.
L'entità e la natura dei danni diretti causati dall'attività di alimentazione è strettamente correlata all'etologia e, in particolare, al tipo di alimentazione, oltre che dagli organi attaccati. Va detto che, a meno di eccezionali concentrazioni di popolazione, la sottrazione di risorse nutritive alla pianta è in genere di limitata entità per i motivi sopra esposti, perciò in generale le piante tollerano questo aspetto. I danni diretti si identificano perciò nelle alterazioni istologiche prodotte dalla immissione della saliva e dalle alterazioni cromatiche prodotte dalla sottrazione dei succhi vegetali. Di particolare importanza è, tuttavia, il tipo di alimentazione associato alla specie.

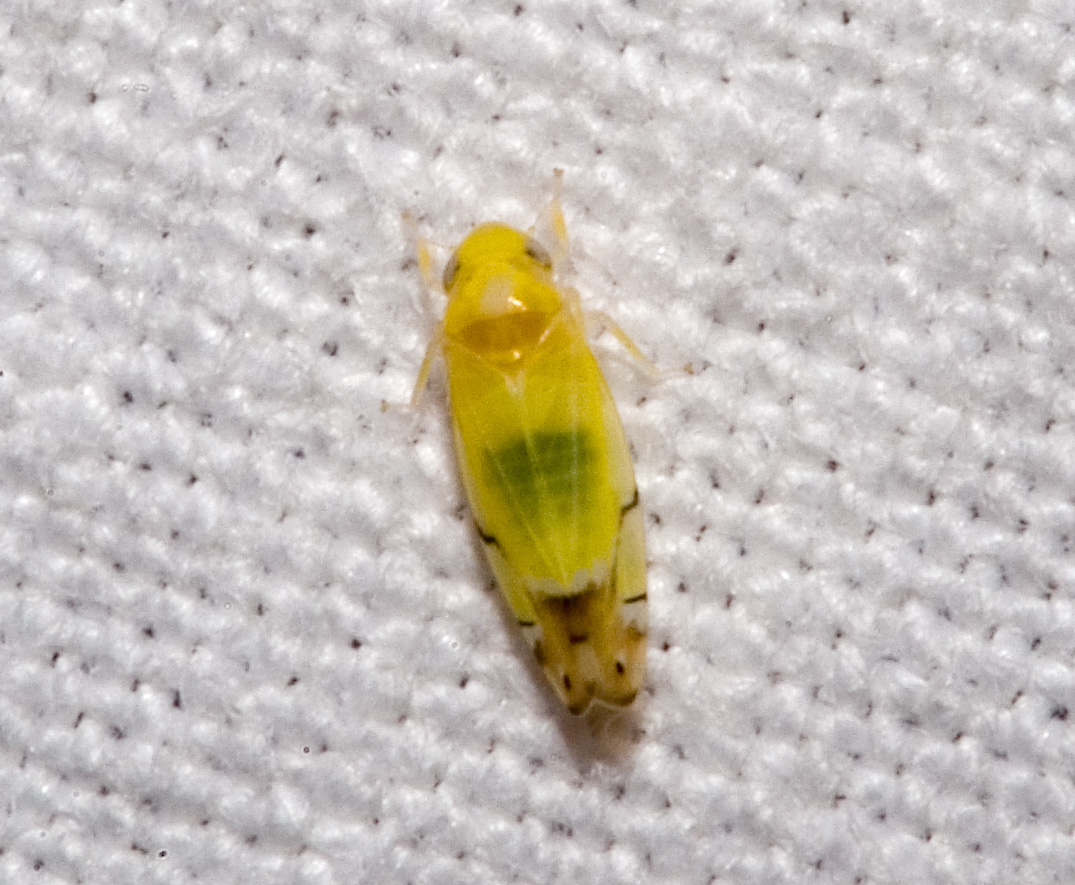
Eurhadina pulchella

Le specie che si nutrono a spese dei succhi cellulari delle cellule parenchimatiche provocano danni di tipo cromatico sulle foglie e sui frutti. Gli attacchi alle foglie si svolgono sulla pagina inferiore e si manifestano con una tipica sintomatologia, detta picchiettatura, che consiste nella comparsa di macchie puntiformi sulla pagina superiore dovute prima alla decolorazione e poi alla necrosi. Tali danni raggiungono una certa entità in caso di attacchi massicci: in questo caso la picchiettatura tende a confluire in aree più o meno estese che possono interessare, nei casi più estremi, l'intera foglia. Sui frutti i danni possono essere per lo più di natura estetica, tuttavia la picchiettatura può deprezzare in modo più o meno marcato il valore commerciale dei frutti. Rientra in questa tipologia la fetola o dermatosi gialla, caratteristica maculatura causata sugli agrumi dall'Empoasca decedens.
Le specie che si nutrono a spese del sistema vascolare provocano danni più consistenti anche senza massicce infestazioni. L'attività di nutrizione si concentra in genere sulle nervature principali delle giovani foglie o presso gli apici vegetativi e le conseguenti alterazioni istologiche si ripercuotono sull'accrescimento e sulla vitalità dei tessuti o degli interi organi serviti dai vasi. La sintomatologia varia secondo la pianta ospite e talvolta può essere confusa con quella relativa ad altri agenti, come acari, afidi e agenti fitopatogeni e, addirittura, fisiopatie di tipo nutritivo (carenza di microelementi). Rientrano in questa tipologia i seguenti sintomi:

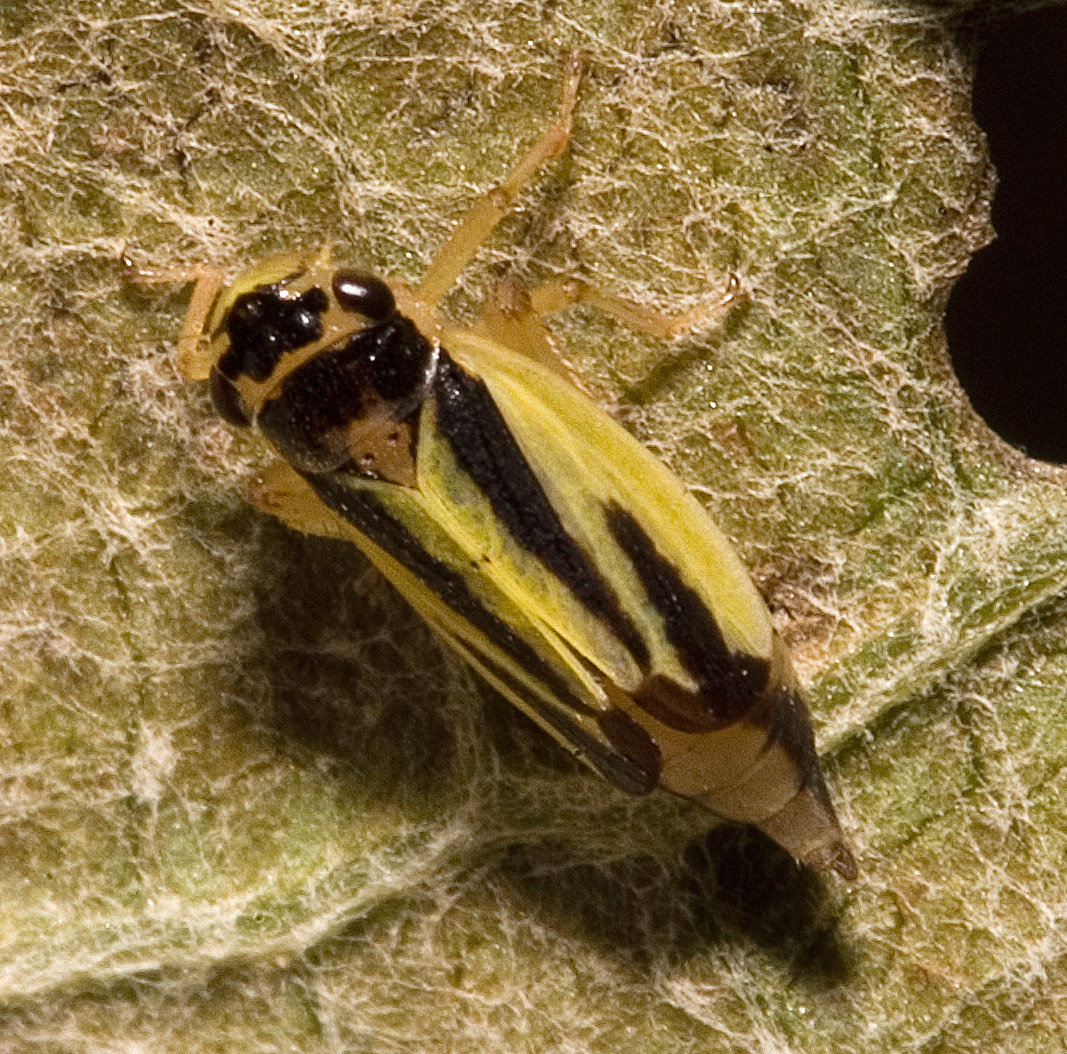
Evacanthus interruptus

- imbrunimento vascolare delle nervature fogliari;
- ripiegamenti dei margini fogliari e accartocciamenti;
- riduzione dello sviluppo degli internodi apicali associati ad accartocciamenti;
- disseccamenti apicali;
- ingiallimenti e disseccamenti dei margini fogliari, che possono estendersi internamente fino alle zone internervali.

Ai danni intrinseci possono associarsi i danni indiretti causati per lo più da attacchi di una certa entità: questi consistono in aborti a carico degli organi riproduttivi, nella riduzione della produzione, nello stentato accrescimento delle piante erbacee e, nel caso dei fruttiferi, nella compromissione della formazione della nuova vegetazione e nel prolungamento della fase di allevamento nei nuovi impianti.
I danni indiretti, provocati dalla trasmissione di microrganismi patogeni, sono quelli di maggiore importanza, in quanto possono raggiungere proporzioni di notevole entità anche con basse densità di popolazione. Alcuni fra i patogeni trasmessi da cicaline sono riportati nella tabella seguente:
| Avversità                                                  | Agente     | Vettore                                            | Fonte               |
| ---------------------------------------------------------- | ---------- | -------------------------------------------------- | ------------------- |
| Giallume degli Aster (Aster Yellows)                       | Fitoplasma | Macrosteles quadrilineatus, Macrosteles sexnotatus | [ 4 ] [ 11 ] [ 12 ] |
| Mosaico della barbabietola (Beet Mosaic Virus)             | Virus      | Circulifer tenellus, Macrosteles sexnotatus        | [ 4 ] [ 7 ] [ 11 ]  |
| Rachitismo giallo della cipolla (Onion Yellow Dwarf Virus) | Virus      | Macrosteles sexnotatus                             | [ 4 ] [ 11 ]        |
| Flavescenza dorata (Flavescence dorée)                     | Fitoplasma | Scaphoideus titanus                                | [ 4 ] [ 11 ]        |

## Evoluzione
I ritrovamenti di Cicadellidi fossili più antichi risalgono a circa 125 milioni di anni fa, verso la fine del Cretacico inferiore. I generi attualmente esistenti nel pianeta si sarebbero evoluti nel corso dell'Eocene, a partire dall'Eocene inferiore fino all'inizio dell'Oleocene.

## Sistematica

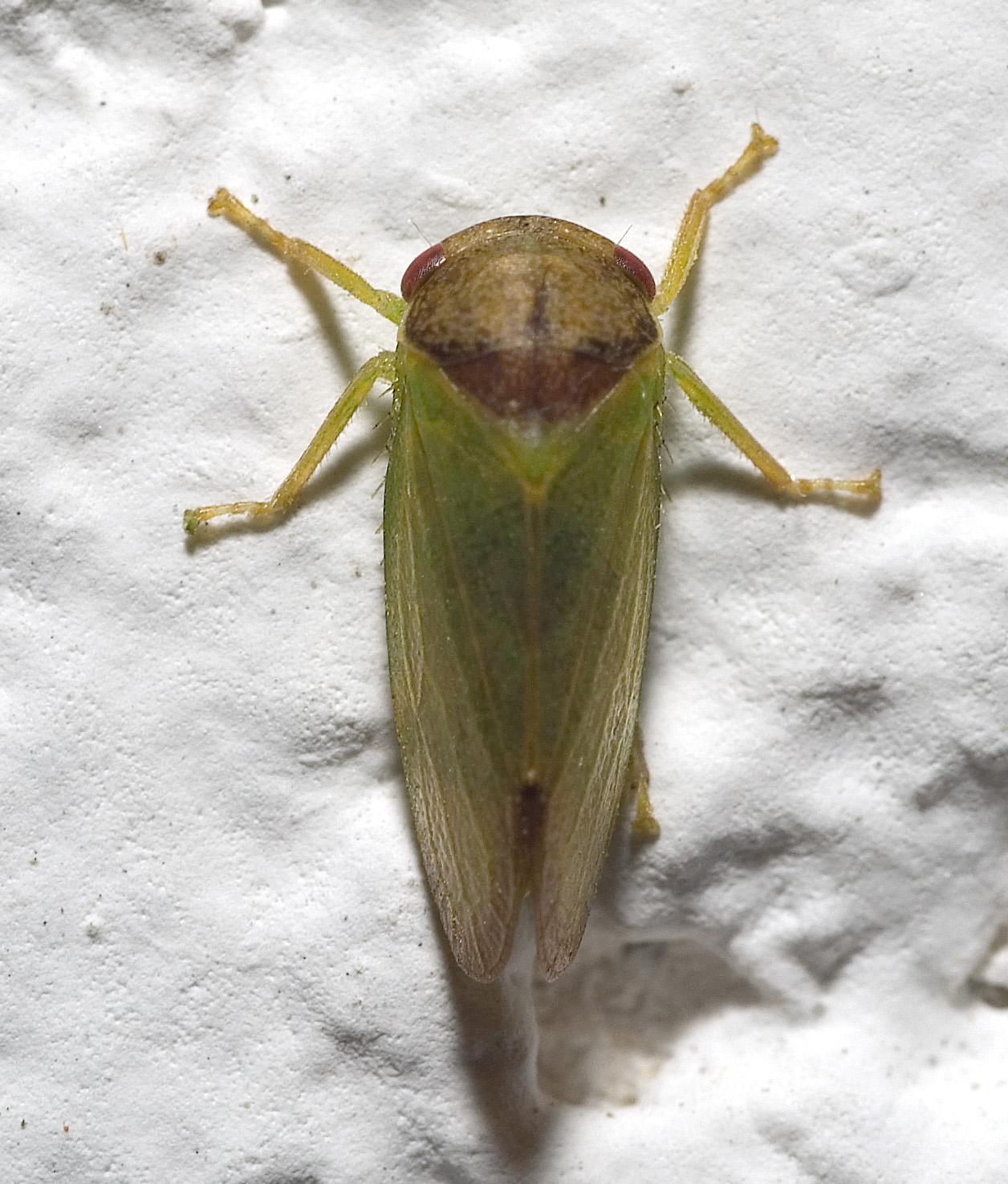
Iassus lanio

Come detto in precedenza, la famiglia dei Cicadellidae è una delle più ricche, nell'ambito della classe degli Insetti, collocandosi al decimo posto, e la più numerosa in assoluto fra gli Auchenorrinchi. Secondo DIETRICH (2008) sono state descritte circa 20000 specie ma, sulla base di statistiche derivate dai ritrovamenti e dall'identificazione dall'entomofauna amazzonica, si ritiene che il numero reale di specie di Cicadellidi ammonterebbe ad oltre 100.000. L'attività di ricerca, nell'identificazione di nuove cicaline ha proporzioni impressionanti: fino al 1955 erano state descritte circa 11000 specie, perciò nell'arco di mezzo secolo si sono aggiunte circa 9000 nuove specie. Secondo DIETRICH si procede attualmente con una media di una nuova specie al giorno. A titolo d'esempio, le segnalazioni pervenute all'Index to Organism Names della Thomson Reuters,  fra la fine di agosto e la fine di settembre del 2008 fanno riferimento a 32 nuove specie. La maggior parte delle specie sconosciute sono naturalmente distribuite nelle foreste delle regioni tropicali, che annoverano il più alto grado di biodiversità unitamente ad un livello di conoscenza ancora poco sviluppato.
A causa della famiglia e della continua descrizione di nuove specie, la tassonomia interna dei Cicadellidi è causa di frequenti revisioni, con la definizione di nuove sottofamiglie, il declassamento al rango di tribù o l'elevazione al rango di famiglie. Il quadro sistematico è perciò incerto e soggetto a molteplici interpretazioni da parte degli specialisti di questo raggruppamento. Facendo riferimento agli inquadramenti più recenti adottati da DIETRICH, una delle possibili suddivisioni è la seguente:
- Acostemminae
- Aphrodinae
- Arrugadinae
- Austroagalloidinae
- Bythoniinae
- Deltocephalinae
- Cicadellinae
- Coelidiinae
- Drakensbergeninae
- Errhomeninae
- Eucanthellinae

- Eurymelinae
- Evacanthinae
- Evansiolinae
- Hylicinae
- Iassinae
- Idiocerinae
- Ledrinae
- Macropsinae
- Makilingiinae
- Megophthalminae
- Mileewinae

- Mukariinae
- Neobalinae
- Neocoelidiinae
- Neopsinae
- Nioniinae
- Phereurhininae
- Signoretiinae
- Tartessinae
- Tinterominae
- Typhlocybinae
- Ulopinae